# The Man from Funeral Range
The Man from Funeral Range è un film muto del 1918 diretto da Walter Edwards.

## Trama
Harry Webb, un minatore, torna in città dal Funeral Range. Qui, si innamora di Janice, una cantante di cabaret. Ma quando sorprende la ragazza nella stanza di Brenton, un losco avvocato che giace morto, non ha dubbi nel credere che la colpevole dell'omicidio sia Janice. Per difenderla, si autoaccusa e viene arrestato. In realtà, la vera colpevole è Dixie, una vecchia fiamma di Brenton che, gelosa e vendicativa, ha ucciso l'ex amante.
Al processo, Janice non si presenta perché è tenuta prigioniera da Beekman, il socio di Brenton che vuole impedirle di testimoniare. In questo modo, Harry viene condannato a morte per il delitto. Nel deserto, lungo la strada verso la prigione, Harry riesce però a fuggire.
Qualche tempo dopo, l'uomo ritorna in città per vendere una delle sue miniere. L'avvocato Beekman, il socio di Brenton, lo riconosce: tra i due nasce una sparatoria che ha come vittima Dixie, nascosta dietro un paravento. Prima di morire, la donna confessa l'omicidio di Brenton. Harry riacquista così il suo buon nome e la libertà. Non solo: può anche finalmente sposare la sua Janice.

## Produzione
Il film fu prodotto dalla Famous Players-Lasky Corporation

## Distribuzione
Distribuito dalla Famous Players-Lasky Corporation e dalla Paramount Pictures, il film - presentato da Jesse L. Lasky - uscì nelle sale cinematografiche USA il 6 ottobre 1918.